# Travail sioniste
Le Travail sioniste (תנועת העבודה הציונית) est une appellation générale donnée à tout parti, mouvement ou groupe dont les idéaux reposent sur le travail comme condition indispensable à la réalisation du projet sioniste, et sur l'obligation morale pour chacun des membres du Yishouv de contribuer à la construction d'une nouvelle économie comme d'une nouvelle société.
Ce mouvement de pensée naît durant la seconde aliyah, dont la majorité des immigrants défend les idées de rédemption de l'Homme et de la Terre par le travail et la garde.
Il est à la base des principaux composants sociaux de l'implantation ouvrière, tels que la kvoutza (« groupe »), le kibboutz ou le moshav.
Au cours de la seconde moitié du XIXe siècle, deux lignes de pensée se distinguent sur l'échiquier historique du mouvement du Travailleur sioniste, et engendreront un tournant décisif dans l'histoire du peuple juif; la première voit dans le retour à Sion le chemin de la rédemption du Peuple sur la Terre d'Israël, en vue de la création d'un état juif; la seconde se réfère aux doctrines du socialisme, et met en avant le règlement des défis économiques mondiaux comme solution aux problèmes des Juifs. Le mouvement du Travail sioniste s'affaire alors au rapprochement de ces deux mouvances. C'est dans cet esprit qu'au début du XXe siècle naissent les partis Poale Zion et Hapoel Hatzaïr, qui posent l'idée d'implantation par le travail des Juifs comme condition à la réalisation de l'idéal sioniste. David Gordon joue alors un rôle prépondérant au sein du Travail sioniste. Il est pour des réformes intellectuelles qui transformeraient la vision du travail qu'a jusqu'alors le peuple juif, pour faire du « travail » la valeur suprême des défenseurs de la réalisation personnelle par le sionisme.
Au sein du mouvement Poale Zion apparaît une nouvelle divergence de pensée entre ceux qui n'envisagent leur nouvel avenir qu'en Terre d'Israël, et ceux qui envisagent une potentielle installation en dehors des frontières de Sion. Le débat éclate lors du conseil des Poale Zion, dirigé alors par Dov-Ber Borochov à Poltava en 1906. Lors du congrès mondial des Poale Zion réuni à La Haye un an plus tard, il est décidé d'une position commune posant la Terre d'Israël comme unique endroit pour la réalisation politique du peuple juif, et ce, contre les idées du sionisme territorialiste.
Outre les dissensions idéologiques, les avis divergent quant à la manière de réaliser pratiquement les objectifs ouvriers sionistes. Certains se réfèrent aux idéaux socialistes-marxistes, d'autres défendent le sionisme-socialiste, d'autres enfin réfutent tout compromission avec le socialisme. Il naît de ces guerres d'idées de nombreux leaders sionistes; Dov-Ber Borochov dont l'analyse du sionisme est influencée par le marxisme et la lutte des classes; Nahman Sirkin défend les idées du sionisme-socialiste tout en remettant en question les méthodes marxistes qui, selon Sirkin, ne sont pas adaptées à la situation dans laquelle se trouve le peuple juif; David Gordon qui, tout en étant éloigné de l'idéal socialiste, pose le "travail" comme valeur suprême du projet sioniste.
La vague d'immigration de la 3e aliyah, marquée par le climat instable de la révolution en Russie, amène avec elle un courant de renouveau socialiste au sein du Yishouv basé sur des valeurs de justice et d'égalité. Ce sont ces immigrants qui fondent entre autres le Bataillon du Travail, les premières kvoutza et les premiers kibboutzim. Du mouvement du Travail sioniste naîtront plusieurs partis politiques qui marqueront la politique israélienne.